# 斯蒂爾龐德 (馬里蘭州)
斯蒂爾龐德（英語：Still Pond）是位於美國馬里蘭州肯特縣的一個普查規定居民點。

## 人口
根據2020年美國人口普查的數據，斯蒂爾龐德的面積為0.48平方千米，當中陸地面積為0.48平方千米，而水域面積為0.00平方千米。當地共有人口118人，而人口密度為每平方千米245.83人。